# メイキャッパー
『メイキャッパー』は、板垣恵介による日本の漫画作品。化粧を題材としている。

## 概要
基本的に一話完結型の作品。作者板垣恵介のデビュー作にあたる。主人公美朱咬生（みあけ こうせい）が、その神懸り的なメイク・テクニックを活かし、様々な人間の人生を変えて行く様子を描く。
掲載誌は『ヤング・シュート』、『コミック・シュート』（スタジオ・シップ、現・小池書院の発行していた雑誌）。連載期間は、1989年8月号から1991年9月号まで（1989年7月号分は読み切り）。全21話（全3巻）。
作者の板垣は、2003年にCS放送の番組『週刊少年「」』に出演した際、船越英一郎からインタビューを受け、この作品の第二話の製作最中にアイディアにつまり、気分が悪くなって吐血をした時が、漫画家人生最大のピンチであったと語っている。

## 登場人物
美朱咬生（みあけ こうせい）
「悪魔の手（デビル・ハンド）」「女神（ヴィーナス）の息子」の異名を持つ伝説のメイキャップアーティスト。高層ビル街のとあるビルの屋上にプールとログハウスを設置し、「美しくなるならここしかないという場所」という看板を掲げて活動している。一流のアスリートを思わせる骨肉隆々とした肉体には、ショットガンの弾薬ベルトを弾薬の代わりに化粧品を収納して装着し、いつ、どんな場所であろうとメイクが出来るようにしている。メイクに対しては相応の代価を要求するが、独特の化粧哲学を持っており、化粧の喜びを知らない相手には格安で引き受けたり、逆に相当の値段を詰まれても一切相手にしないこともある。
神代の昔より受け継がれる伝説の化粧術「美朱流化粧道」の技を継ぐ第57代目宗家のはずであったが、美朱流の伝統を嫌って高校時代に家を飛び出し、一流の女優から一般市民に至るまで、様々な人間を相手にその技を披露するようになる。その後、アメリカのハリウッドに向かい、ハリウッドの一流女優たちを相手に仕事をしていたが、再び日本へと戻ってきた。なお、あだ名である「デビル・ハンド」はダイアナ元皇太子妃が名付け親である。
写楽レイ（しゃらく れい）
咬生に師事する女性。父は日本最大の化粧品メーカー「シャラク」の社長である写楽鬼三郎。父のやり方に反発して家を出、咬生に弟子入りしたが、なかなか技術が向上しない。普段は咬生の仕事のサポートをしている。
神楽咲（かぐらざき）
シャラクお抱えのメイキャップアーティスト。咬生がハリウッドに居た頃は女優達の間でも有名な人物だった。レイを連れ戻そうとする鬼三郎の差し金で咬生と"メイキャップ・ファイト"を行うが、敗れる。失意の中で反化粧活動を行っていた範馬良一と出会い彼の弟子となるが、範馬が咬生の技を見て化粧の素晴らしさに目覚めたことから、咬生に弟子入りする。舌足らずの子供のような喋り方と、独特の笑い声が特徴的。ストリップショーの大ファン。身長の事を言われると怒る。
橘ミサヨ（たちばな みさよ）
繁華街を拠点にしている壮齢の売春婦であり、その地域の売春婦たちの長老。年が年なため中々客が捕まらないが、時折咬生に無料でメイクしてもらって客を得ている。現在は一流企業の社長である英則とは恋人の関係だったが、学歴や経済力の違いを悲観して自ら英則から身を引いていた。記憶を失った英則を助けるために、20歳以上の年齢差を克服して1960年代の姿に戻ろうとする。
湯山響平（ゆやま きょうへい）
華神洋子の門下生であり、彼女のエステティックサロン「カガミ」の何店かを預けられている男。同時に世界的なメイキャップアーティストでもあり、メイクとファッションは湯山を中心に回っているとまで絶賛される人物。超人気女優ブレンダ・シールズの寝室のホットラインと専属アーティストの座をかけて咬生に挑む。身長2メートル以上の大男である。
華神洋子（かがみ ようこ）
国際メイキャップコンテスト二年連続優勝という前例の無い記録を打ち立てる超一流のメイキャップアーティスト。自身のエステティックサロン「カガミ」をもち、湯山の師匠でもある。マスコミの前ではメイクで勝敗を競うのは本義から遠ざかると嘯くが、その実誰よりも勝負の勝ち負けに拘り、自ら咬生の自宅まで赴き勝負を仕掛けるほど。
美朱善明（みあけ ぜんめい）
美朱流化粧道第56代宗家。化粧界の生ける伝説とまで称えられる人物であり、また咬生の父でもある人物。咬生に自らを継がせるべく、咬生の居所を探し当て説得に来る。咬生とは違い、特権階級などを中心に商売をしている模様。現在80代前半であるが、咬生は60歳頃の子供である。
写楽鬼三郎（しゃらく きさぶろう）
化粧品メーカー「シャラク」の社長であり、レイの父親。勝手に家を飛び出し咬生に弟子入りしてしまったレイを連れ戻すために現れる。咬生をただのチンピラとしか見ていなかったが、最終的には咬生を認めた。
上松周平（うえまつ しゅうへい）
芸能プロダクション「パイナプル・プロ」社長。所属のアイドルが、咬生のメイクを施されたライバルにレコードグランプリの大賞を奪われてしまったため、咬生を敵と見做していた。しかし、ある時かつての恋人・美沙がホームレスに身をやつした姿で現れたことから、美沙を美しい女性に戻したいと願い、咬生に依頼する。
美沙（みさ）
ホームレス。かつては上松と恋人同士だったが、上松に棄てられてしまう。その後、ホームレスにまで身をやつし、性格も荒れ、かつての彼女からは見る影もない姿へと変わってしまった。前歯がない。
バーテンダー
バー「カクテル」のバーテンダー。卓越したカウンターパフォーマンスを披露するプロフェッショナルで、たまたま店に訪れた咬生を「プロ同士、お前の技も見てみたい」と挑発したところ、文字通り技を見せられてしまい、えもいわれぬ顔へと作り変えられてしまった。作中では、「スペースカクテル・スプートニク」を披露している。
宮城しん子（みやぎ しんこ）
高校時代、咬生と同じクラスだった女性。暗い性格で、昔から、周りの雰囲気を暗くしてしまうという理由で周囲から疎んじられていた。高校時代、同じクラスだった赤井に勇気を出してラブレターを送ったところ、クラス中の前でラブレターを朗読されて笑われるという経験をしており、それが未だにトラウマになっている。
木崎（きざき）
冴えない青年。通称「ふられの木崎」。一週間で恋人に捨てられるという屈辱的な経験をし、見返してやるためにたまたま見かけた咬生を探し出して依頼する。その結果、呼吸をするかのようにキザな行動を取るイケメンへと大変貌を遂げ、そのあまりの役者ぶりに咬生まで驚かせていた。
母親
街中で息子とともにヤクザに絡まれていたところを、咬生に助けられた女性。10年前はやり投の選手で非常に美しい女性だった。3年前に夫をなくして以来、女手一つで息子を育てるために必死に肉体労働に精を出していたが、そのせいで筋肉のバランスが崩れて身体の見た目が悪くなり、息子とプールや海に行けないという状態になっていた。咬生に依頼し、肉体の改造に取り組む。
範馬良一（はんま りょういち）
反化粧活動家。「美は人間を不幸にする」を信念とし、日夜街中で辻説法を行う仙人然とした人物。
良子（りょうこ）
レイの友人。ハンバーガーショップで働いているが、一日に3個もハンバーガーをトレイから落としてしまうほど。ホテル住まいの男に簡単に篭絡されてしまうが、咬生の手にかかった後は、キザなセリフをアドリブでさらりと言い放つ美女に生まれ変わり、逆に男を制裁してしまった。
ホテル住まいの男
父親が株を持つ高級ホテルの一室に住んでいる男。ナンパのプロフェッショナルで、全身を今まで落としてきた女達がプレゼントしてきた高級ブランド品で固めている。賭けで良子を落とすことを企み、巧みなテクニックで彼女をホテルに連れ込むが、一部始終を見ていた咬生の怒りを買い、メイクアップした良子に制裁される。内心はわりと小物。
少女
板垣学園の生徒。暴力と時代錯誤に支配され、生徒の心が死んでしまっている学園の現状に危機感を抱き、咬生の力で学園を蘇らせてほしいと依頼してきた。依頼料として自分の身体を提供すると宣言。
塩沢ヨネ子（しおざわ よねこ）
板垣学園の教師。「色白でマユが細く、とっつきにくそうな顔」をしている。竹刀を持って校門前に立ちふさがり、登校してきた生徒に生活指導を実施しているが、男子生徒がいる前で女子生徒のスカートをめくり上げ、ショーツを竹刀で破るなどの凶暴さを見せる。赴任してきたばかりの咬生にいきなり殴りかかる。
金城（きんじょう）
板垣学園の教師。空手部顧問。「セクシーと呼ぶには程遠い」顔立ちをしており、塩沢同様ささいな事で生徒に暴行を加えている。咬生に簡単なメイクを施してもらったところ、「岩城滉一みたい」になった。
美濃輪（みのわ）
板垣学園の女教師。暴力教師の多い学内でもとりわけ美人でごく普通の教師だが、実は日常的にノーパン(この事に気づいたのは咬生のみ)である。よく学園長に呼び出されている。
板垣学園学園長
「粗衣粗食を自らに課すべし」がモットーの学園長。園長室内に日本刀の真剣を持ち込んでおり、赴任してきたばかりの咬生がスーツを着ていなかったというだけ斬りかかる凶暴な人物。一見禁欲主義的な人物のように見えるが、よく学内放送で美濃輪を呼び出す。
朝倉かおる（あさくら かおる）
一流女優。高田潤一監督作品の映画「闘愛(グラップル・ラブ)」の主演女優である。プールでバタフライの自己新記録を出そうと挑戦中だった咬生に突っ掛かり、顔に酒を浴びせるという暴挙に出た。性格は高慢だが、咬生の手にかかったマリ子を素直に評するなど、美的センスに関しては本物らしい。
マリ子
北海道釧路市出身。仕事をするため上京してきたが、意地悪な同僚にいじめられている。
マネージャー
「闘愛」の発表パーティの会場設営の指揮に当たっていた男。意地悪な性格をしており、筋金入りの地方出身者嫌いなため、マリ子を事ある毎にいじめている。曰く、「地方出身者の上ブスなら人間ではない」とのこと。
マナ
モデル。章夫の恋人。時間にルーズなところはあるが、モデルとしては一級品の本物。咬生の誘導術で、見違えるほどの輝きを生み出した。格闘技には興味がないらしく、章夫には空手をやめてほしいと思っている。
辻村章夫（つじむら あきお）
空手家。大日本空手村塾所属。普段は内気な性格だが、一旦闘いのスイッチが入ると顔が極端に蒼白くなり、1人で10人以上を一瞬で倒せるほどの圧倒的な強さを発揮するようになる。
夏子（なつこ）
専業主婦。24歳。若干の脂性肌を持っている。19歳の頃に今の夫である博之と結婚し3人の子供を儲けたが、今の生活に不満を持っており、離婚を決意する。
川田純白（かわた じゅんぱく）
ミスコンやファッションショーにたびたび乱入しては独自の女性観についてぶち上げる女活動家。極端なフェミニストであるが、そのためか女性の持つ美しさについて軽視している面もある。
手品使いの男
バーで咬生と隣同士の席に座った男。手品が上手く、手に取ったナプキンに空中で火をつけるなどのマジックを披露した。咬生に対抗心を抱いていたが、咬生の化粧術を見て降参した。
杉田ミチヨ（すぎた みちよ）
バブル期を象徴するかのようなOL。高慢な性格。
リリー高田（リリー たかだ）
古き良き時代の正統派ストリップの奥義を持つ古参ストリッパー。神楽咲は彼女の熱狂的ファンで「ここ（ストリップ劇場）で1番キレイな裸を見せる」と絶賛する。寄る年波や時代の変化について行けなくなった事もあって引退を決意するが、息子潤一の為に今一度踊る決心を固める。
上野ヨネ子（うえの よねこ）
末期の癌を患い、余命幾許もない老年の女性。死ぬ前に夫であるケンイチに金婚式のプレゼントを作ろうと咬生に依頼する。
康子（やすこ）
泣くと顔が醜くなってしまう女性。マモルと将来を誓い合った仲だったが、往来で泣いて周囲の人間に嘲笑されたため、マモルに棄てられてしまった。復讐のため、偶然公園で知り合った咬生を訪ねる。
マモル
マザコンのお坊ちゃん。周囲の目を気にする人間で、康子の泣き顔が醜いことを知るや即座に康子を棄ててしまった。
タンク杉本（たんく すぎもと）
10年近くも女子プロレスリングのヒールを務めてきた女レスラー。女子プロ引退を契機に芸能界に入るが、女子プロの世界とはまるで違う職場に疎外感と危機感を持ち咬生に依頼する。
元暴走族の男
元は暴走族だったが、妻と子供のために定職に就くことを決意する。ところが行く先々で断られてしまったため、咬生を訪ね、「財閥だろうが何だろうがよりどりみどり」な高級感溢れる男にメイクアップした。一度就職を断られた新栄食品株式会社に再挑戦し内定を得る。
新栄食品株式会社社長
元暴走族の男が面接のために向かった会社の社長。社長に直接会うという暴挙に出た男に対し、自分に何を見せるのか、と問う。刃牙に登場する徳川光成にそっくり。
ルビィ夫人
女性資産家。19という若さにして財閥夫人の座を勝ち取り、夫の死後は莫大な遺産を手に入れた。

## 用語

### 技術
美朱流化粧道
神代の古より伝わるという伝説の化粧技術。紫式部や清少納言を始めとし、織田信長やアドルフ・ヒトラー等そうそうたる面々の神秘性・カリスマ性を演出してきた。現在の宗家は56代目の美朱善明。多数の修行者を擁しているが、男性ばかりであり、女性の修行者が確認されていない。また、修行者たちの殆どは頭を剃りあげたスキンヘッドに加えて中国武術の修行者の如き服装を制服として着用しており、内部でいかなる美への追求が試みられているのかは不明である。
性感癖探知
人間の持つ性感の癖を探り出す手法。女性の場合、乳房を揉んだり、乳首を抓むなどして探り出す。
運動中枢麻痺
目にも留まらぬスピードで人間の胸部から腹部にかけて(ツボ?)を押すことにより、身体を動かすことも声を出すこともできない状態にする技術。
エンドルフィン効果（エフェクト）
瞼の裏に指を挿し込み、脳のツボを刺激することによって強制的にエンドルフィンを分泌、通常の1000倍のスピードで恋愛のプロセスを体験させる美朱流の技術。この技によって身体を恋愛状態と同じ状況に置く事により、急激に美貌を獲得することができる。
重力解放
美朱流によれば、人間は神経活動の90%を重力計算に用いているということであり、首にあるツボを押すことによって三半規管を麻痺させて重力から解放し、その間に強烈なイメージを描かせることによって人間の美貌を目覚めさせる手法。
誘導術
メイクする対象の特性や性格、更には抱えている問題などを的確に把握し、メイクを一切使わずに言葉や動作だけで対象の美しさが最大限に発揮されるように誘導する手法。相手に手を触れない場合が多いが、対象のこめかみ付近を指圧してから行う特殊なパターンもある。
言葉のメイク
相手に好印象を与え、確実に交渉などを成功させるための言葉を伝授するメイク。
超高速メイク
咬生の得意技。他の奥義などを使わない単純なメイクをするだけならば、一人に対しものの数十秒も掛からずにメイクを仕上げることが出来る。
冷や汗
相手に死の危険などの極限状態を与えることによって、肌にしみ込んだ化粧水を冷や汗で押し出す方法。肌に悪影響のある化粧品を排除する際の応急処置的な方法だが、咬生は一度も持ったことのない、寸止めできるかどうかも分らない日本刀を振り回して相手に冷や汗を出させるという一発勝負に及んでいた。
エナジー・サーキュレーション
人体のエネルギーを循環させることにより、顔に精気がよみがえってくる状態のことを、こう称するのだという。精気がない状態におかれた人間をメイクアップする場合には、まずこのような状態におくことが必要なようである。

### 道具
ワニの排泄物パック
ワニの排泄物に含まれているタンパク質分解酵素を利用することで、顔のニキビを除去する方法。古代ローマの基本的なメイクテクニックとの事。
ナスのヘタの黒焼き
名称の通りのものを歯磨き粉として使用する。既製の製品とは比べ物にならない効果がある。
虫除けコロン
アマゾン産の果実オジョリの汁とガラルパなる木の根をブレンドしたものをアルコールで割ったもの。いかに虫の多い場所であっても、裸体で快適に一夜を過ごせるというほどの一品。
古代エジプト式老顔用洗顔剤
ソマリア産の没薬、去勢した牛の胆汁、ダチョウの卵の煮汁、テレピン油を合わせたものを小麦粉で捏ね、生ミルクに混ぜ合わせた特製ローション。咬生はさらに精製したものを肌のつやを維持する目的で使っている。作者自ら本当に使われていたと注意書きをするほどの一品である。
古代エジプト式美顔料
ジャスミン、ミツバチの蝋、オリーブ油を調合し、新鮮な山羊の乳で練った特製ローション。クレオパトラも愛用し、歴史を塗り替えるほどの美貌を得たのだという。シワ取りに抜群の効力を発揮する。
超興奮発情誘発コロン
じゃこう牛、じゃこう鹿、じゃこう猫の分泌物をブレンドしたコロン。わずか一滴振り掛けるだけで周囲の人間の興奮を誘発する。
ティースプレート
タバコのヤニなどでくすんでしまった歯を、白く綺麗なものに見せかけるためのプレート。歯にはめ込む。
特注の剃刀
咬生の私物で、常に腕のベルトケースに収納して持ち歩いている。「刃物のまち」こと岐阜県関市で特注されたという一品で、凄まじい切れ味を誇り、ドスの刀身をたった一振りで「泥のように」両断し、人間の肉体を「豆腐のように」切り刻む刃物である。

### 修行・訓練法
鯉捕り
水中に潜り、あらかじめ放っておいた鯉を素手で捕獲する訓練。掌に気を送り続けることにより掌の温度が上昇し、その暖かさで鯉が気を許したところを捕獲する。掌に「情愛」を充満させるために行う。
花のポーズ
全裸になり、後頭部に両手を当てて倒立し、空に向かって開脚するポーズ。人間が花を真似るとこうなるとの事だが、具体的に何のために行っているかは不明。
鳥を飛ばさないようにコントロールする
鳥を腕に泊めさせ、鳥が羽ばたく直前にジャンプする気配を察知し、その瞬間に腕を僅かに下に下げる。こうすることによって、タイミングを外された鳥は飛び立つことができなくなってしまう。この微妙な気配を察知するほどの繊細な感覚の持ち主でなければ、女性の肌に触れる資格すらないのだという。
作者の後年の作品『グラップラー刃牙』にも登場する鍛錬法。

### その他
メイキャップ・ファイト
メイキャップ・アーティストたちがその技術を披露し、優劣を競い合う試合のこと。マスコミにもその存在が取り沙汰されるほどの有名なものであるが、ルールなど細部については不明。咬生や湯山ほどの腕前の持ち主同士の闘いともなると、飲食店でゲリラ的にファイトをしても店側から協力が得られるほどであり、社会的なコンセンサスが形成されているといえる。
チヤホヤ預金
咬生独自の概念。人間誰しもが持つ「他人からモテて、チヤホヤされる権利」の事。咬生はその権利の使い方を依頼人に教えてやっているというわけだが、他人からモテてチヤホヤされればされる程段々と預金額は減っていき、最終的には0になってしまうという。咬生によると、チヤホヤ預金を使い果たした人間は顔に独特の雰囲気が出るらしい。大まかな基準ではあるが、咬生への依頼額もある程度この預金の残額によって変わるようで、チヤホヤされた事のない人間ほど安く、チヤホヤされた事の多い人間ほど高く、また使い果たして0になった依頼人は咬生は相手にはしないことにしているようだ。

## 書籍
秋田書店版
- メイキャッパー（秋田トップコミックスワイド/2005年9月出版） ISBN 978-4-253-24078-9
- メイキャッパー(1)（少年チャンピオン・コミックス/1997年4月出版） ISBN 978-4-253-04755-5
- メイキャッパー(2)（少年チャンピオン・コミックス/1997年6月出版） ISBN 978-4-253-04756-2
- メイキャッパー(3)（少年チャンピオン・コミックス/1997年8月出版） ISBN 978-4-253-04757-9

スタジオ・シップ（小池書院）版
- メイキャッパー(1)（劇画キングシリーズ/1990年7月10日初版） 雑誌 50615-34
- メイキャッパー(2)（劇画キングシリーズ/1991年6月20日初版） ISBN 978-4-88315-114-1
- メイキャッパー(3)（劇画キングシリーズ/1992年4月20日初版） ISBN 978-4-88315-150-9